# Energía ciclónica acumulada

Un ejemplo de ACE a lo largo de una sola temporada en el Atlántico. La temporada de huracanes de 2024 vio un estallido temprano de actividad, incluida la tormenta de categoría 5 más temprana registrada, una pausa inusual a mitad de temporada y un estallido final para poner fin a la temporada.

La energía ciclónica acumulada (ACE) es una métrica utilizada para comparar la actividad general de los ciclones tropicales, utilizando los registros disponibles de velocidades del viento en intervalos de seis horas para sintetizar la duración y la fuerza de la tormenta en un único valor de índice. El índice ACE puede referirse a una sola tormenta o a grupos de tormentas, como aquellas dentro de un mes en particular, una temporada completa o temporadas combinadas. Se calcula sumando el cuadrado de los vientos máximos sostenidos de los ciclones tropicales, registrados cada seis horas, pero sólo para velocidades del viento de al menos fuerza de tormenta tropical (≥ 34 nudos; 63 km/h; 39 mph); la cifra resultante se divide por 10.000 para colocarla en una escala más manejable.
El cálculo se originó como el índice de Potencial de Destrucción de Huracanes (HDP), que suma los cuadrados de los vientos máximos sostenidos de los ciclones tropicales cuando tienen la fuerza de un huracán, al menos 64 nudos (≥ 119 km/h; 74 mph) en intervalos registrados de seis horas durante toda una temporada. El índice HDP se modificó posteriormente para incluir también tormentas tropicales, es decir, todas las velocidades del viento de al menos 34 nudos (≥ 63 km/h; 39 mph), para convertirse en el índice de energía ciclónica acumulada.
El ACE más alto calculado para un solo ciclón tropical registrado en todo el mundo es 87,01, establecido por el ciclón Freddy en 2023.

## Historia
El índice ACE es una derivación del Potencial de Destrucción por Huracanes (HDP), un índice creado en 1988 por William Gray y sus colaboradores de la Universidad Estatal de Colorado, quienes argumentaron que la destructividad de los vientos y las marejadas ciclónicas de un huracán se relaciona mejor con el cuadrado de la velocidad máxima del viento ({\displaystyle v_{\max }^{2}}) que simplemente con la velocidad máxima del viento ({\displaystyle v_{\max }}). El índice HDP se calcula elevando al cuadrado las velocidades máximas sostenidas del viento estimadas para ciclones tropicales con intensidad de huracán, es decir, velocidades del viento de al menos 64 nudos (≥ 119 km/h; 74 mph).Luego se suman los cuadrados de las velocidades del viento registrados cada seis horas a lo largo de toda la temporada. Esta escala fue modificada posteriormente en 1999 por la Administración Nacional Oceánica y Atmosférica de los Estados Unidos (NOAA) para incluir no sólo huracanes sino también tormentas tropicales, es decir, todos los ciclones mientras la velocidad del viento sea de al menos 34 nudos (≥ 63 km/h; 39 mph). Desde que la NOAA ajustó más ampliamente el cálculo, el índice se ha utilizado de diferentes maneras, por ejemplo para comparar tormentas individuales, y lo han utilizado diversas agencias e investigadores, incluida la Oficina Australiana de Meteorología y el Departamento Meteorológico de la India.ref name="Variation" /> Los objetivos del índice ACE incluyen categorizar cuán activas fueron las temporadas de ciclones tropicales, así como identificar posibles tendencias a largo plazo en un área determinada como las Antillas Menores.

## Cálculo
La energía ciclónica acumulada se calcula sumando los cuadrados de la velocidad máxima sostenida estimada de los ciclones tropicales cuando la velocidad del viento alcanza al menos la intensidad de una tormenta tropical (≥ 34 nudos; 63 km/h; 39 mph) en intervalos registrados de seis horas. Las sumas suelen dividirse entre 10 000 para facilitar su manejo. Una unidad de ACE equivale a 10−4 kN², y para su uso como índice se asume esta unidad. Por lo tanto:
{\displaystyle {\text{ACE}}=10^{-4}\sum v_{\max }^{2}}     (for {\displaystyle v_{\max }} ≥ 34 kn),
where {\displaystyle v_{\max }} Se estima la velocidad sostenida del viento en nudos a intervalos de seis horas.
La energía cinética es proporcional al cuadrado de la velocidad. Sin embargo, a diferencia de la medida definida anteriormente, la energía cinética también es proporcional a la masa {\displaystyle m}(correspondiente al tamaño de la tormenta) y representa una integral de fuerza igual a la masa por la aceleración. {\displaystyle F=m\times a}, donde la aceleración es la antiderivada de la velocidad, o {\displaystyle v_{\max }}. La integral es una diferencia en los límites de la antiderivada cuadrada, en lugar de una suma de cuadrados a intervalos regulares. Por lo tanto, el término aplicado al índice, energía ciclónica acumulada, es inapropiado, ya que el índice no es una medida de energía cinética ni de energía acumulada.

## Océano Atlántico norte

Energía ciclónica acumulada de los huracanes del Atlántico Norte.

Dentro del Océano Atlántico, la Administración Nacional Oceánica y Atmosférica de los Estados Unidos y otros utilizan el índice ACE de una temporada para clasificarla en una de cuatro categorías. Estas cuatro categorías son extremadamente activa, superior a lo normal, casi normal y inferior a lo normal, y se calculan utilizando una partición cuartil aproximada de las estaciones basada en el índice ACE durante los 70 años entre 1951 y 2020. El valor medio del índice ACE de 1951 a 2020 es 96,7 x 104 kt2
| Extremadamente activa   | > 159.6     | > 165%    |
| Por encima de lo normal | 126.1–159.6 | 130%–165% |
| Casi normal             | 73.0–126.1  | 75%–130%  |
| Por debajo de lo normal | < 73.0      | < 75%     |
| Referencias:            |             |           |

| Año  | TT | HU | HM | ACE      |
| ---- | -- | -- | -- | -------- |
| 1933 | 20 | 11 | 6  | 258.57   |
| 2005 | 28 | 15 | 7  | 244.805  |
| 1893 | 12 | 10 | 5  | 231.15   |
| 1926 | 11 | 8  | 6  | 229.56   |
| 1995 | 19 | 11 | 5  | 227.5925 |
| 2004 | 15 | 9  | 6  | 227.04   |
| 2017 | 17 | 10 | 6  | 224.8775 |
| 1961 | 16 | 11 | 6  | 211.28   |
| 1950 | 12 | 8  | 5  | 188.9    |
| 1998 | 14 | 10 | 3  | 181.7675 |

### Tormentas individuales en el Atlántico
La energía ciclónica acumulada (ACE) más alto jamás estimado para una sola tormenta en el Atlántico es 73.5675 unidades, correspondiente al huracán de San Ciriaco de 1899. Un huracán de categoría 4 que duró cuatro semanas, esta tormenta individual tuvo un índice más alto que muchas temporadas de tormentas completas del Atlántico. Otras tormentas del Atlántico con índices altos incluyen el huracán Iván en 2004, con un índice de 70.38 unidades, el huracán Irma en 2017, con un índice de 64.8925 unidades, el Gran Huracán de Charleston en 1893, con un índice de 63.525 unidades, el huracán Isabel en 2003, con un índice de 63.28 unidades, y el huracán de Cuba de 1932, con un índice de 59.8 unidades.
Desde 1950, la energía ciclónica acumulada (ACE) más alto de una tormenta tropical fue la tormenta tropical Philippe en 2023, que alcanzó un índice total de 9.6025 unidades. El índice más alto de un huracán de categoría 1 fue el huracán Nadine de 2012, que alcanzó un índice de 25.595 unidades. El récord de la energía ciclónica acumulada (ACE) más baja de una tormenta tropical lo ostentan conjuntamente la  la tormenta tropical Philippe de 2017 y tormenta tropical Chris en 2024, ambas tormentas tropicales de tan solo seis horas de duración y con un índice de tan solo 0.1225 unidades. El índice más bajo de cualquier huracán fue el huracán Cindy de 2005, que fue un huracán solo durante seis horas, y el huracán Lorenzo de 2007, que fue un huracán durante doce horas; Cindy tuvo un índice de solo 1,5175 unidades y Lorenzo tuvo un índice más bajo, de solo 1,475 unidades. El índice más bajo de un huracán mayor (categoría 3 o superior) fue el huracán Gerda en 1969, con un índice de 5.2825 unidades. La siguiente tabla muestra aquellas tormentas en la cuenca atlántica desde 1851 hasta 2021 que alcanzaron más de 50 puntos de ACE.
| Temporada | ECA | TT | HU | HM | Clasificación            |
| --------- | --- | -- | -- | -- | ------------------------ |
| 2005      | 248 | 28 | 15 | 7  | Por encima (hiperactivo) |
| 1995      | 228 | 19 | 11 | 5  | Por encima (hiperactivo) |
| 2004      | 225 | 15 | 9  | 6  | Por encima (hiperactivo) |
| 2017      | 223 | 17 | 10 | 6  | Por encima (hiperactivo) |
| 1950      | 211 | 16 | 11 | 6  | Por encima (hiperactivo) |
| 1961      | 205 | 11 | 8  | 7  | Por encima (hiperactivo) |
| 1955      | 199 | 12 | 9  | 6  | Por encima (hiperactivo) |
| 1998      | 182 | 14 | 10 | 3  | Por encima (hiperactivo) |
| 2020      | 180 | 30 | 14 | 7  | Por encima (hiperactivo) |
| 1999      | 177 | 12 | 8  | 5  | Por encima (hiperactivo) |
| 2003      | 175 | 16 | 7  | 3  | Por encima (hiperactivo) |
| 1964      | 170 | 12 | 6  | 6  | Cercana                  |
| 1996      | 166 | 13 | 9  | 6  | Por encima (hiperactivo) |
| 2010      | 165 | 19 | 12 | 5  | Por encima (hiperactivo) |
| 1969      | 158 | 18 | 12 | 5  | Por encima (hiperactivo) |
| 1980      | 147 | 11 | 9  | 2  | Cercana                  |
| 1966      | 145 | 11 | 7  | 3  | Por encima               |
| 2008      | 144 | 16 | 8  | 5  | Por encima               |
| 2021      | 142 | 21 | 7  | 4  | Por encima               |
| 2016      | 125 | 14 | 6  | 3  | Por encima               |
| 1951      | 137 | 10 | 8  | 5  | Por encima               |
| 1989      | 135 | 11 | 7  | 2  | Cercana                  |
| 2012      | 133 | 19 | 10 | 2  | Por encima               |
| 2019      | 132 | 18 | 6  | 3  |                          |
| 2011      | 126 | 19 | 7  | 4  | Por encima               |
| 1967      | 122 | 8  | 6  | 1  | Cercana                  |
| 1958      | 121 | 10 | 7  | 5  | Por encima               |
| 1963      | 118 | 9  | 7  | 2  | Cercana                  |
| 2000      | 116 | 15 | 8  | 3  | Por encima               |
| 1954      | 113 | 11 | 8  | 2  | Cercana                  |
| 2001      | 106 | 15 | 9  | 4  | Cercana                  |
| 1953      | 104 | 14 | 6  | 4  | Cercana                  |
| 1988      | 103 | 12 | 5  | 3  | Cercana                  |
| 1971      | 97  | 13 | 6  | 1  | Cercana                  |
| 1981      | 93  | 12 | 7  | 3  | Cercana                  |
| 1979      | 91  | 9  | 5  | 2  | Cercana                  |
| 1990      | 91  | 14 | 8  | 1  | Cercana                  |
| 1960      | 88  | 7  | 4  | 2  | Cercana                  |
| 1985      | 88  | 11 | 7  | 3  | Cercana                  |
| 1952      | 87  | 7  | 6  | 3  | Cercana                  |
| 1965      | 84  | 6  | 4  | 1  | Por debajo               |
| 1957      | 84  | 8  | 3  | 2  | Cercana                  |
| 1976      | 81  | 10 | 6  | 2  | Cercana                  |
| 2006      | 79  | 10 | 5  | 2  | Cercana                  |
| 1959      | 77  | 11 | 7  | 2  | Cercana                  |
| 1992      | 75  | 7  | 4  | 1  | Por debajo               |
| 1975      | 73  | 9  | 6  | 3  | Cercana                  |
| 2007      | 72  | 15 | 6  | 2  | Cercana                  |
| 1984      | 71  | 12 | 5  | 1  | Cercana                  |
| 2002      | 67  | 12 | 4  | 2  | Cercana                  |
| 2014      | 67  | 8  | 6  | 2  | Cercana                  |
| 2015      | 63  | 11 | 4  | 2  | Por debajo               |
| 1978      | 62  | 12 | 5  | 2  | Por debajo               |
| 1974      | 61  | 11 | 4  | 2  | Por debajo               |
| 1956      | 54  | 8  | 4  | 2  | Por debajo               |
| 2009      | 53  | 9  | 3  | 2  | Por debajo               |
| 1973      | 43  | 8  | 4  | 1  | Por debajo               |
| 1997      | 40  | 7  | 3  | 1  | Por debajo               |
| 1993      | 39  | 8  | 4  | 1  | Por debajo               |
| 1962      | 36  | 5  | 3  | 1  | Por debajo               |
| 1986      | 36  | 6  | 4  | 0  | Por debajo               |
| 2013      | 36  | 14 | 2  | 0  | Por debajo               |
| 1968      | 35  | 8  | 4  | 0  | Por debajo               |
| 1970      | 34  | 10 | 5  | 2  | Por debajo               |
| 1987      | 34  | 7  | 3  | 1  | Por debajo               |
| 1991      | 34  | 8  | 4  | 2  | Por debajo               |
| 1994      | 32  | 7  | 3  | 0  | Por debajo               |
| 1982      | 29  | 6  | 2  | 1  | Por debajo               |
| 1972      | 28  | 7  | 3  | 0  | Por debajo               |
| 1977      | 25  | 6  | 5  | 1  | Por debajo               |
| 1983      | 17  | 4  | 3  | 1  | Por debajo               |

## Océano Pacífico Oriental y Central

### Categorías

Valores mensuales observados para el índice PDO, 1900-2019

La categorización (no oficial) de las estaciones para esta tabla se basa mutatis mutandis en la utilizada en la cuenca del Atlántico:
- Hiperactiva: Índice aproximadamente 190 (200% de la mediana de 1980-2010) o más.
- Encima de lo normal: Un valor de índice superior a 135 (117% de la mediana), siempre que al menos dos de los siguientes tres parámetros excedan el promedio a largo plazo.
- Casi normal: Por encima de lo normal ni por debajo de lo normal
- Por debajo: Un valor de índice por debajo de 86 (75% de la mediana)

### Ciclones individuales en el Pacífico (180°W)
La ECA más alta jamás estimada para una sola tormenta en el Pacífico Oriental o Central, antes de cruzar la línea internacional de cambio de fecha es 62.8, para el huracán Fico de 1978. Otras tormentas del Pacífico Oriental con los altos índices incluyen el huracán John en 1994, con un índice total de 54.0 , El huracán Kevin en la temporada de 1991, con un índice total de 52.1 y el huracán Hector de la temporada de 2018, con un índice total de 49.6.
La siguiente tabla muestra las tormentas en las cuencas del Pacífico Oriental y central entre los años 1971 a 2018 que han alcanzado más de 30 puntos de la Energía Ciclónica Acumulada:.
| Tormentas         | Años | Escala de categoría | ECA  | Duración |
| ----------------- | ---- | ------------------- | ---- | -------- |
| Huracán Fico      | 1978 | Huracán categoría 4 | 62.0 | 20 días  |
| Huracán John †    | 1994 | Huracán categoría 5 | 54.0 | 19 días  |
| Huracán Kevin     | 1991 | Huracán categoría 4 | 52.1 | 17 días  |
| Huracán Héctor †  | 2018 | Huracán categoría 4 | 49.6 | 13 días  |
| Huracán Tina      | 1992 | Huracán categoría 4 | 47.7 | 22 días  |
| Huracán Trudy     | 1990 | Huracán categoría 4 | 45.8 | 16 días  |
| Huracán Lane      | 2018 | Huracán categoría 5 | 42.0 | 10 días  |
| Huracán Dora †    | 1999 | Huracán categoría 4 | 41.4 | 13 días  |
| Huracán Jimena    | 2015 | Huracán categoría 4 | 40.1 | 15 días  |
| Huracán Guillermo | 1997 | Huracán categoría 5 | 40.0 | 16 días  |

† — Indica que la tormenta se formó en el Pacífico Oriental/Central, pero cruzó 180°W al menos una vez, por lo tanto, solo se incluyen el ECA y el número de días pasados en el EPAC/CPAC.

### Temporadas (1971-2020)
La Energía Ciclónica Acumulada también se usa en el Océano Pacífico Oriental y Central. Los datos sobre la Energía Ciclónica Acumulada se consideran confiables a partir de la temporada de 1971. La temporada con el más alto de la Energía Ciclónica Acumulada desde 1971 es la temporada de 2018. La temporada de 1977 tiene el índice más bajo. La temporada más reciente por encima de lo normal es la temporada de 2018, la temporada más cercana a la normal es la temporada de 2019, y la temporada más reciente por debajo de lo normal es la temporada de 2020. La mediana de 35 años 1971-2005 entre 115x104 kn2 (100 en la zona EPAC al este de 140°W, 13 en la zona CPAC); la media es 130 (112+18).
| Color | Periodo             |
| ----- | ------------------- |
|       | Hiperactiva         |
|       | Encima de lo normal |
|       | Casi normal         |
|       | Por debajo          |

| Temporada                                     | Índice   | Período             | TT | HH | HM |
| --------------------------------------------- | -------- | ------------------- | -- | -- | -- |
| Temporada de huracanes en el Pacífico de 2020 | 78.505   | Por debajo          | 16 | 4  | 3  |
| Temporada de huracanes en el Pacífico de 2019 | 97.9875  | Casi normal         | 19 | 7  | 4  |
| Temporada de huracanes en el Pacífico de 2018 | 318.20   | Hiperactiva         | 23 | 13 | 10 |
| Temporada de huracanes en el Pacífico de 2017 | 98.405   | Casi normal         | 18 | 9  | 4  |
| Temporada de huracanes en el Pacífico de 2016 | 184.575  | Encima de lo normal | 22 | 13 | 6  |
| Temporada de huracanes en el Pacífico de 2015 | 286.5125 | Hiperactiva         | 26 | 16 | 11 |
| Temporada de huracanes en el Pacífico de 2014 | 198.79   | Hiperactiva         | 22 | 16 | 9  |
| Temporada de huracanes en el Pacífico de 2013 | 75.2625  | Por debajo          | 20 | 9  | 1  |
| Temporada de huracanes en el Pacífico de 2012 | 98.2475  | Casi normal         | 17 | 10 | 5  |
| Temporada de huracanes en el Pacífico de 2011 | 120.88   | Casi normal         | 11 | 10 | 6  |
| Temporada de huracanes en el Pacífico de 2010 | 52.045   | Por debajo          | 8  | 3  | 2  |
| Temporada de huracanes en el Pacífico de 2009 | 126.995  | Casi normal         | 20 | 8  | 5  |
| Temporada de huracanes en el Pacífico de 2008 | 83.7275  | Por debajo          | 17 | 7  | 2  |
| Temporada de huracanes en el Pacífico de 2007 | 52.5625  | Por debajo          | 11 | 4  | 1  |
| Temporada de huracanes en el Pacífico de 2006 | 156.9875 | Encima de lo normal | 19 | 11 | 6  |
| Temporada de huracanes en el Pacífico de 2005 | 96.6012  | Casi normal         | 15 | 7  | 2  |
| Temporada de huracanes en el Pacífico de 2004 | 71.302   | Por debajo          | 12 | 6  | 3  |
| Temporada de huracanes en el Pacífico de 2003 | 56.3222  | Por debajo          | 16 | 7  | 0  |
| Temporada de huracanes en el Pacífico de 2002 | 124.0234 | Casi normal         | 15 | 8  | 6  |
| Temporada de huracanes en el Pacífico de 2001 | 90.204   | Casi normal         | 15 | 8  | 2  |
| Temporada de huracanes en el Pacífico de 2000 | 95.1110  | Casi normal         | 19 | 6  | 2  |
| Temporada de huracanes en el Pacífico de 1999 | 90.602   | Casi normal         | 9  | 6  | 2  |
| Temporada de huracanes en el Pacífico de 1998 | 134.2452 | Casi normal         | 13 | 9  | 6  |
| Temporada de huracanes en el Pacífico de 1997 | 167.89   | Encima de lo normal | 19 | 9  | 7  |
| Temporada de huracanes en el Pacífico de 1996 | 53.102   | Por debajo          | 9  | 5  | 2  |
| Temporada de huracanes en el Pacífico de 1995 | 101.19   | Casi normal         | 10 | 7  | 3  |
| Temporada de huracanes en el Pacífico de 1994 | 185.20   | Encima de lo normal | 20 | 10 | 5  |
| Temporada de huracanes en el Pacífico de 1993 | 201.502  | Hiperactiva         | 15 | 11 | 9  |
| Temporada de huracanes en el Pacífico de 1992 | 295.492  | Hiperactiva         | 27 | 16 | 10 |
| Temporada de huracanes en el Pacífico de 1991 | 178.2045 | Encima de lo normal | 14 | 10 | 5  |
| Temporada de huracanes en el Pacífico de 1990 | 245.305  | Hiperactiva         | 21 | 16 | 6  |
| Temporada de huracanes en el Pacífico de 1989 | 110.20   | Casi normal         | 17 | 9  | 4  |
| Temporada de huracanes en el Pacífico de 1988 | 127.41   | Casi normal         | 15 | 7  | 3  |
| Temporada de huracanes en el Pacífico de 1987 | 132.402  | Casi normal         | 20 | 10 | 4  |
| Temporada de huracanes en el Pacífico de 1986 | 107.203  | Casi normal         | 17 | 9  | 3  |
| Temporada de huracanes en el Pacífico de 1985 | 192.345  | Hiperactiva         | 24 | 13 | 8  |
| Temporada de huracanes en el Pacífico de 1984 | 193.786  | Hiperactiva         | 21 | 13 | 7  |
| Temporada de huracanes en el Pacífico de 1983 | 206.304  | Hiperactiva         | 21 | 12 | 8  |
| Temporada de huracanes en el Pacífico de 1982 | 161.23   | Encima de lo normal | 23 | 12 | 5  |
| Temporada de huracanes en el Pacífico de 1981 | 72.502   | Por debajo          | 15 | 8  | 1  |
| Temporada de huracanes en el Pacífico de 1980 | 77.602   | Por debajo          | 14 | 7  | 3  |
| Temporada de huracanes en el Pacífico de 1979 | 57.302   | Por debajo          | 10 | 6  | 4  |
| Temporada de huracanes en el Pacífico de 1978 | 207.893  | Hiperactiva         | 19 | 14 | 7  |
| Temporada de huracanes en el Pacífico de 1977 | 22.1932  | Por debajo          | 8  | 4  | 0  |
| Temporada de huracanes en el Pacífico de 1976 | 121.112  | Casi normal         | 15 | 9  | 5  |
| Temporada de huracanes en el Pacífico de 1975 | 112.69   | Casi normal         | 17 | 9  | 4  |
| Temporada de huracanes en el Pacífico de 1974 | 90.379   | Casi normal         | 18 | 11 | 3  |
| Temporada de huracanes en el Pacífico de 1973 | 114.02   | Casi normal         | 12 | 7  | 3  |
| Temporada de huracanes en el Pacífico de 1972 | 136.204  | Encima de lo normal | 14 | 8  | 4  |
| Temporada de huracanes en el Pacífico de 1971 | 139.934  | Encima de lo normal | 18 | 12 | 6  |